# Chrysops abavius
Chrysops abavius är en tvåvingeart som beskrevs av Philip 1961. Chrysops abavius ingår i släktet Chrysops och familjen bromsar. Inga underarter finns listade i Catalogue of Life.